# Odie Setiawan
Odie Purnama, né le 29 novembre 1996, est un coureur cycliste indonésien.

## Biographie
En 2019, Odie Purnama se distingue en terminant troisième d'une étape de montagne sur le Tour de la Péninsule (UCI 2.1), aux Cameron Highlands,. Il remporte également deux médailles par équipes aux Jeux d'Asie du Sud-Est avec la sélection indonésienne. 
En novembre 2021, il devient champion d'Indonésie du contre-la-montre. 

## Palmarès sur route

### Par année
- 2018
  - 1re étape du Tour de Linggarjati (contre-la-montre)
  - 2e du championnat d'Indonésie du contre-la-montre
- 2019
  -  Médaillé d'argent du contre-la-montre par équipes aux Jeux d'Asie du Sud-Est
  -  Médaillé d'argent de la course en ligne par équipes aux Jeux d'Asie du Sud-Est
- 2021
  -  Champion d'Indonésie du contre-la-montre
- 2022
  - 2e du championnat d'Indonésie sur route

### Classements mondiaux
| Année         | 2018 | 2019 |
| ------------- | ---- | ---- |
| UCI Asia Tour | 349e | 126e |

## Palmarès sur piste

### Championnats nationaux
- 2022
  -  Champion d'Indonésie de poursuite par équipes (avec Aiman Cahyadi, Bernard Van Aert et Adhithia Nugraha)